# Biblioteca volante
Biblioteca volante é uma biblioteca como outra qualquer que oferece todos os serviços iguais a de uma biblioteca comum a diferença é que a biblioteca volante é que vai a procura de seus usuários utilizando para isso os meios de transportes como os caminhões adaptados as necessidades de uma biblioteca. Os usuários atendidos pela biblioteca volante são aqueles que não têm fácil acesso as bibliotecas.
De origem grega a palavra biblioteca têm várias definições e uma delas é espaço físico em que se guardam livros. Em grande parte das bibliotecas são os usuários que procuram os serviços oferecidos das bibliotecas. Os usuários da informação tem livre-arbítrio para escolher em qual biblioteca frequentar e qual informação mais lhe convém. 

## Objetivo
Objetivo das bibliotecas volantes é levar o conhecimento para bairros, cidades e comunidades carentes que não tem uma biblioteca próxima as suas casas. E ainda facilitar o acesso do público de baixa renda os serviços oferecidos pelas bibliotecas, facilitar a integração do leitor aos livros e promover a melhoria da qualidade de vida através do acesso à informação.
As bibliotecas volantes oferecem os mesmos benefícios de uma biblioteca normal, consulta no local, empréstimo domiciliar de livros e incentivo a formação de leitores. As formas de incentivo das bibliotecas são variadas mais principalmente utilizam os meios de comunicação existente na localidade para informar os serviços oferecidos, utilizam cartazes que anunciam onde estarão e o horário de atendimento.

## Referência
- Instituto Nacional do Livro. Serviço de carros-bibliotecas; organição e funcionamento. São Paulo: INL, 1983. 159 p.
- Instituto Nacional do Livro. Serviço de carros-bibliotecas; organição e funcionamento. São Paulo: INL, 1983. 159 p.